# ريتشارد كراندال
ريتشارد كراندال (بالإنجليزية: Richard Crandall)‏ هو مهندس وفيزيائي ومخترِع وعالم حاسوب ورياضياتي أمريكي، ولد في 29 ديسمبر 1947 في آن آربر في الولايات المتحدة، وتوفي في 20 ديسمبر 2012 في بورتلاند في الولايات المتحدة بسبب ابيضاض الدم.

## وصلات خارجية
- الموقع الرسمي